# Muzeum Condéů
Muzeum Condéů (francouzsky Musée Condé) je muzeum umění na zámku Chantilly v departementu Oise, asi 60 km severně od Paříže. Historie zámku je daleko starší než sbírka.

## Sbírky
Umělecké sbírky vlastnil a rozšířil vévoda Jindřich Evžen Francouzský, syn krále Ludvíka Filipa, jenž je roku 1884 odkázal Francouzskému institutu. Podmínkou závěti bylo uchování sbírky na zámku, takže zdejší umělecké předměty nikdy neopouštějí Chantilly. 
- Obrazárna je těžištěm sbírek,  obsahuje díla  italské a francouzské provenience, od pozdního 14. do poloviny 19. století. Jsou v ní mimo jiné zastoupeni Fra Angelico (tři malby), Giovanni dal Ponte (oltářní polyptych s Korunováním Panny Marie), Raffael (tři), Hyacinthe Rigaud slavný portrét krále Ludvíka XIV., Nicolas Poussin (pět), Antoine Watteau (čtyři) a Ingres (pět); v kabinetu je sbírka malovaných minitur.
- Sochařská sbírka a mozaiky: sbírka kamenné plastiky byla většinou součástí zámeckých interiérů; nejvýznamnější kamenná mozaika ppochází
- Rukopisy: rukopisů je kolem 1000, z nich 200 iluminovaných. Z uměleckohistorického hlediska nejvýznamnějším předmětem sbírky jsou Přebohaté hodinky vévody z Berry, dílo iluminátorů bratří z Limburka.
- Kresby a grafika: sbírka čítá na 2500 předmětů.
- Tapisérie, čtyři renesanční lovecké tapisérie tvoří výzdobu Galerie jelena
- Nábytek, hodiny, keramika a porcelán, fotografie.

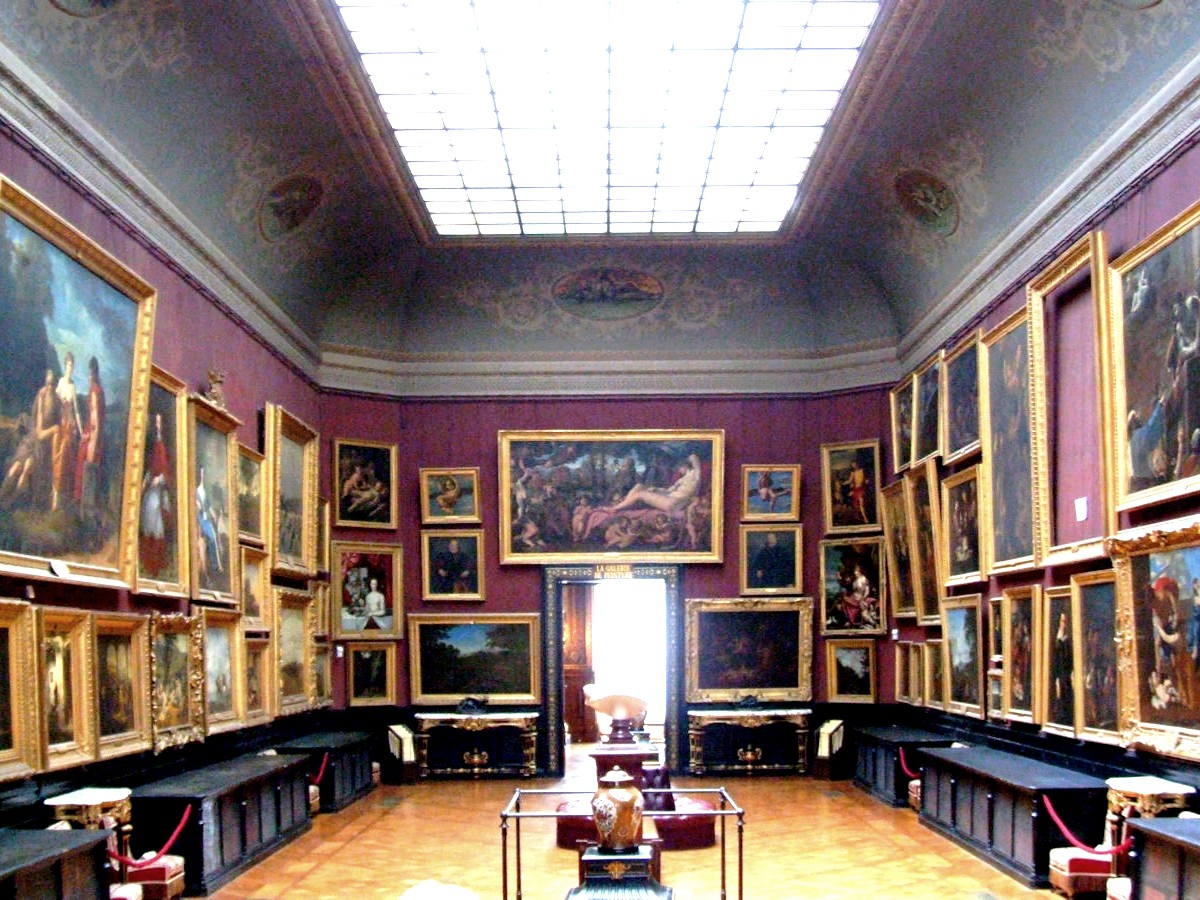
Obrazárna a vchod do kavárny
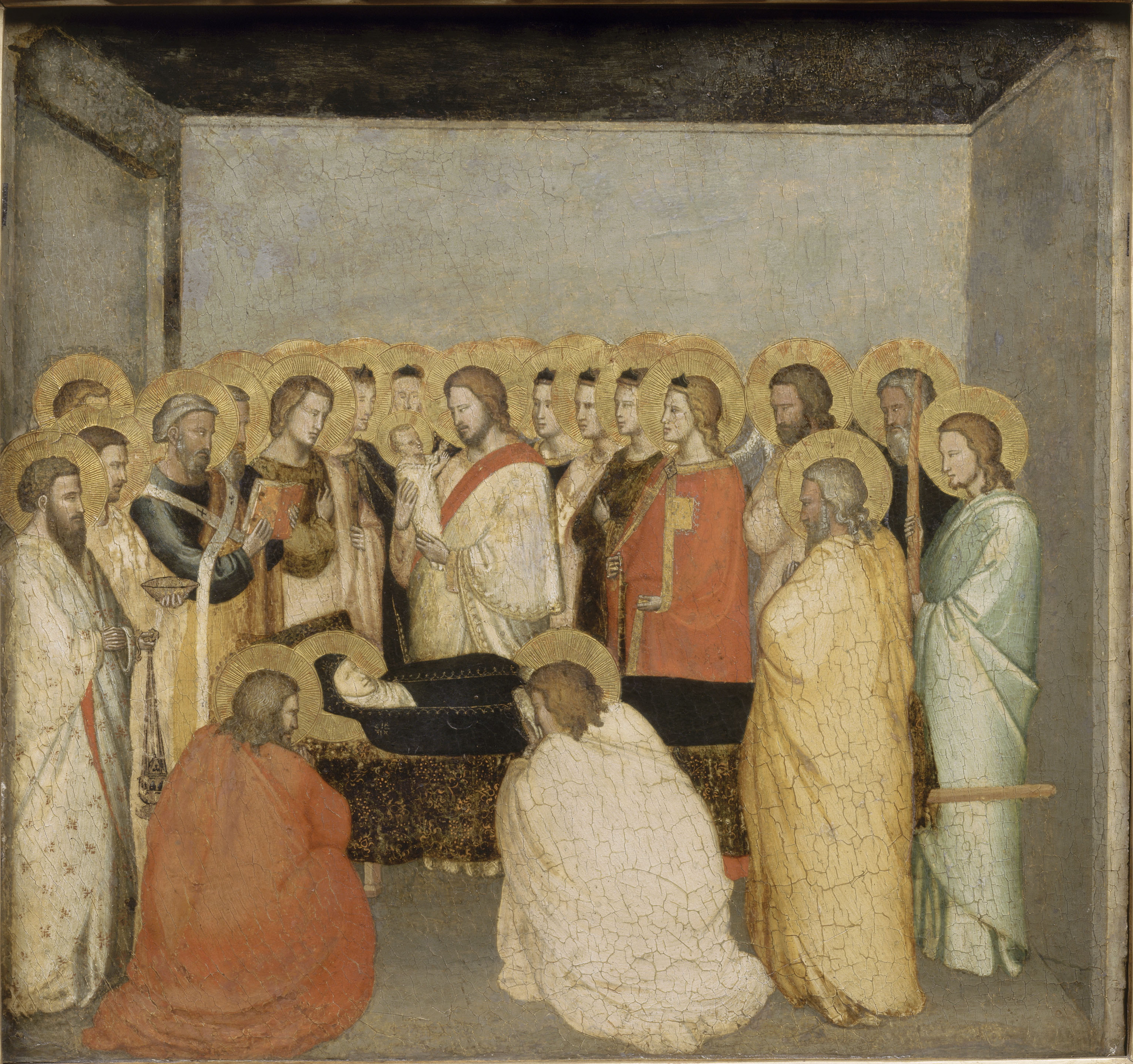
Maso di Banco: Smrt Panny Marie,  14. stol.
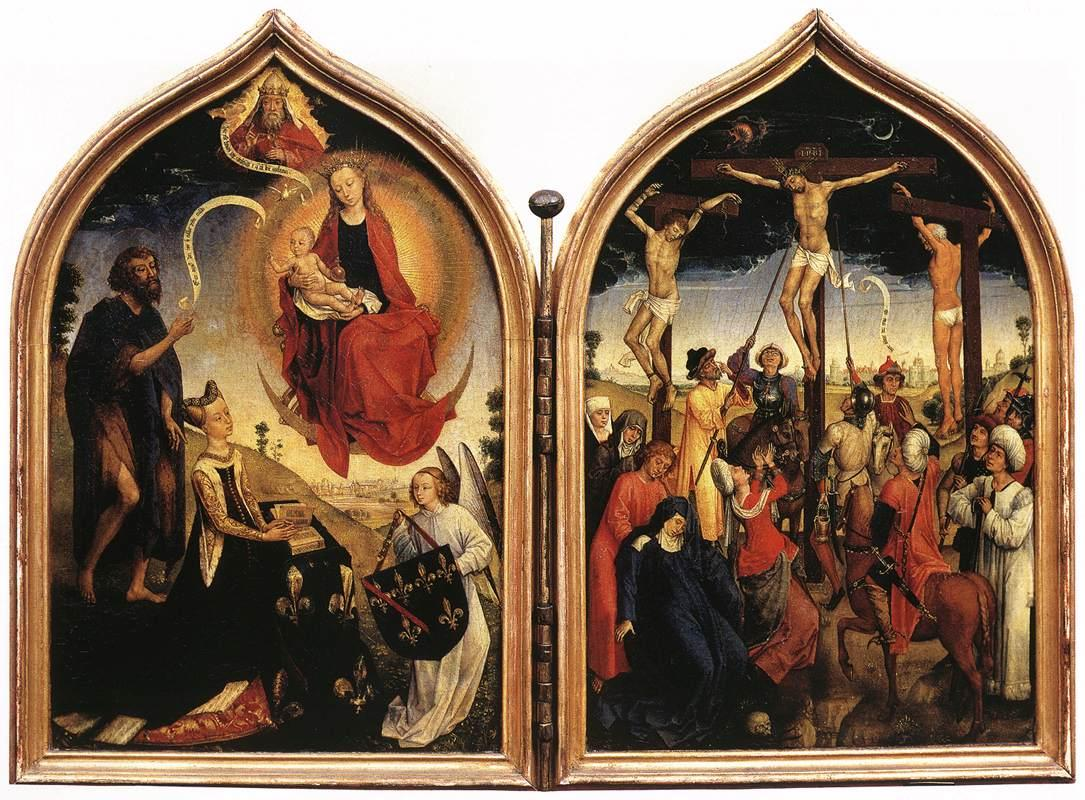
Okruh Rogiera van der Weydena: Diptych, asi 1465
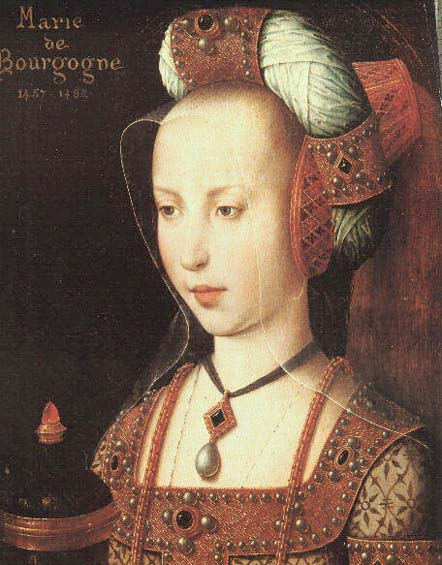
Mistr legendy sv. Maří Magdaleny: Marie Burgundská († 1482)
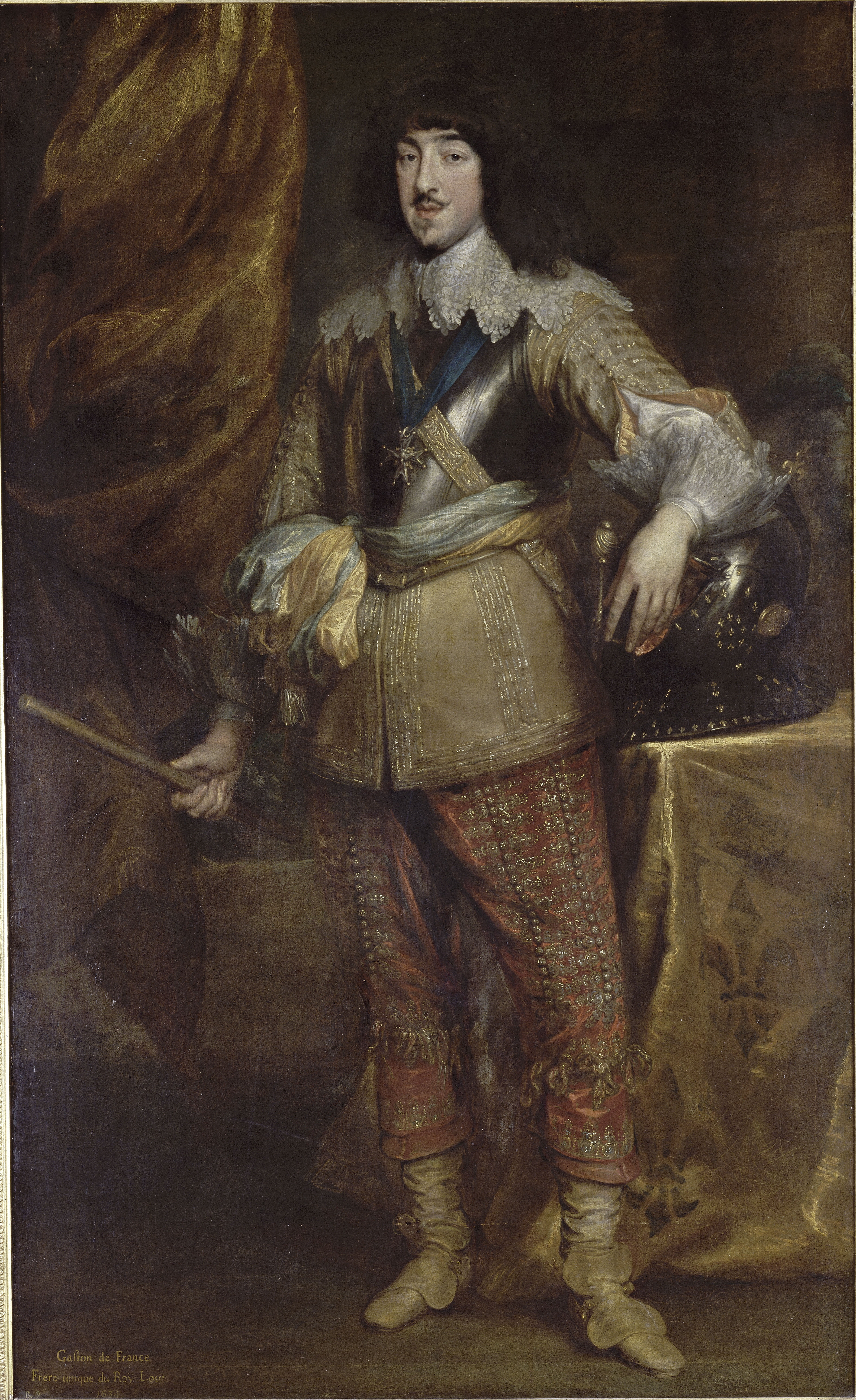
Anthonis van Dyck: Jan Křtitel Gaston Bourbonský, 1634
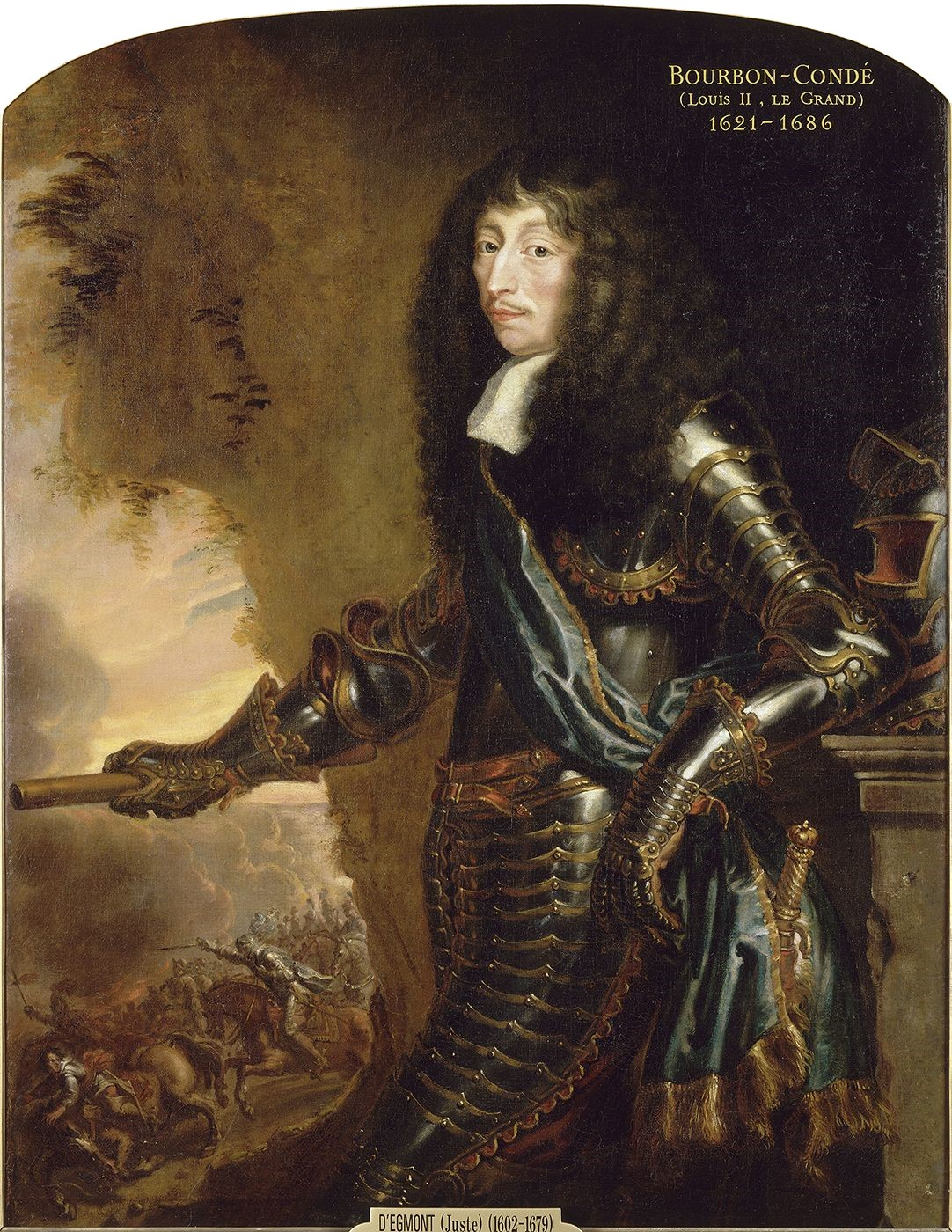
Justus van Egmont: Ludvík Velký Condé, 1654–1658
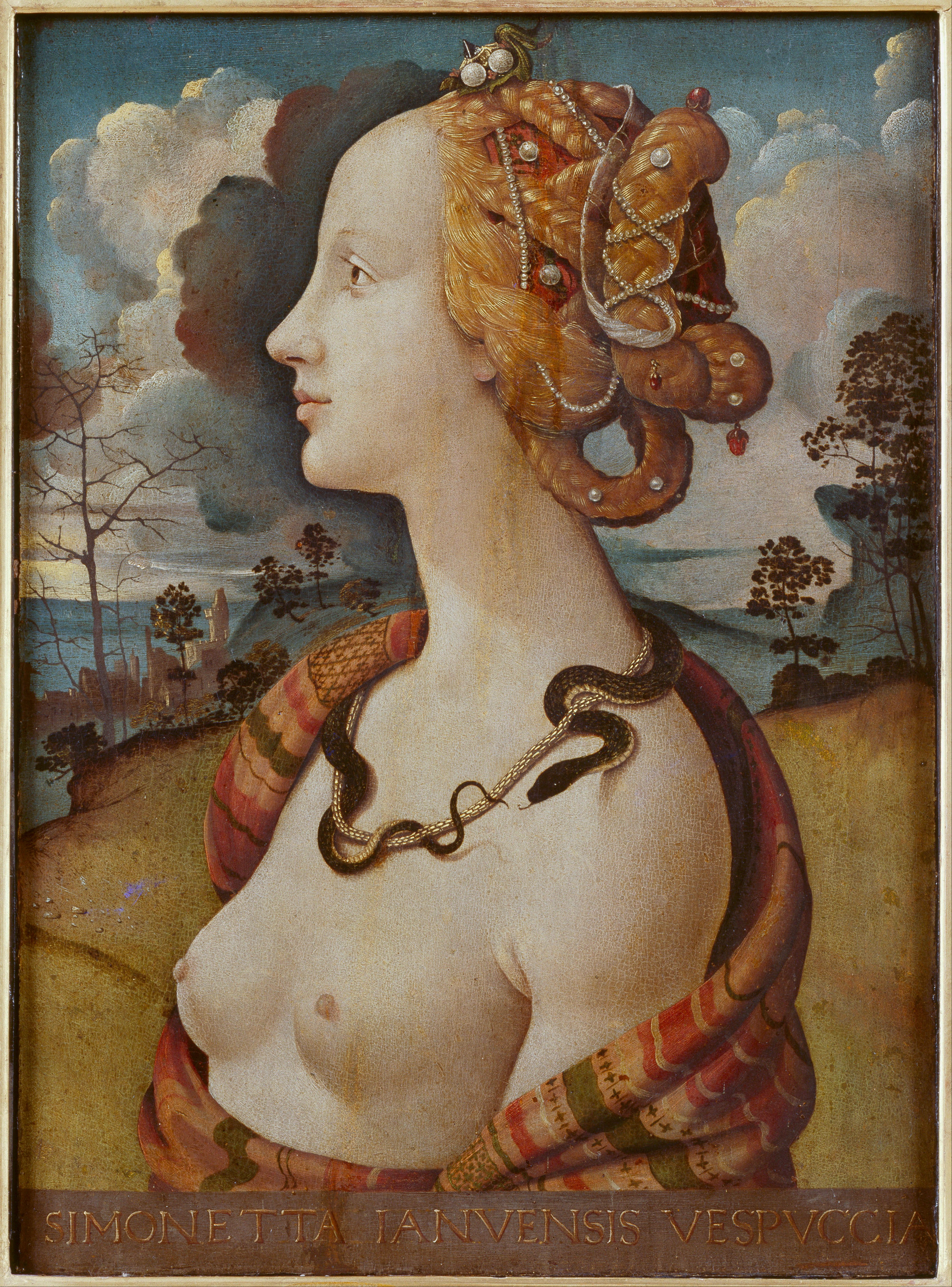
Piero di Cosimo: Portrét Simonetty Vespucciové, asi 1480
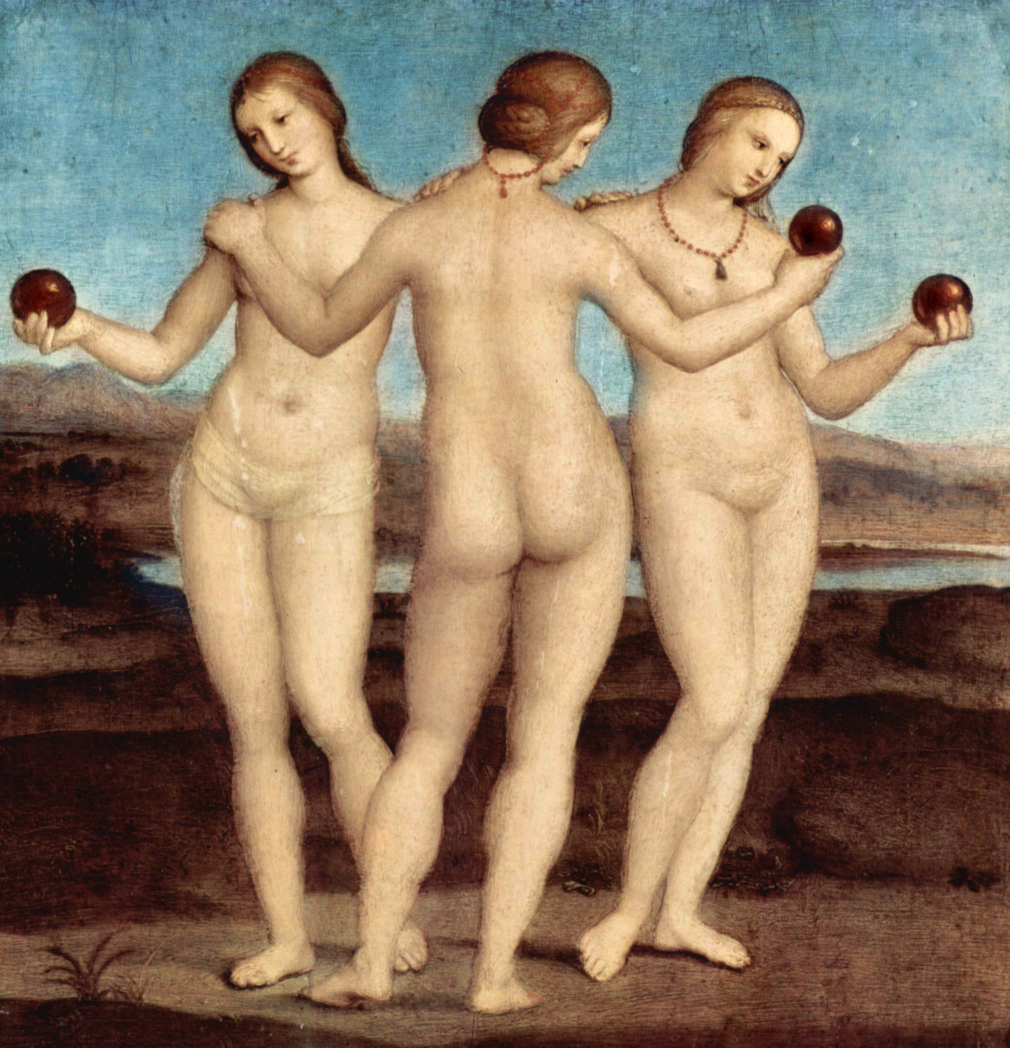
Raffael:Tři Grácie, 1504–1505
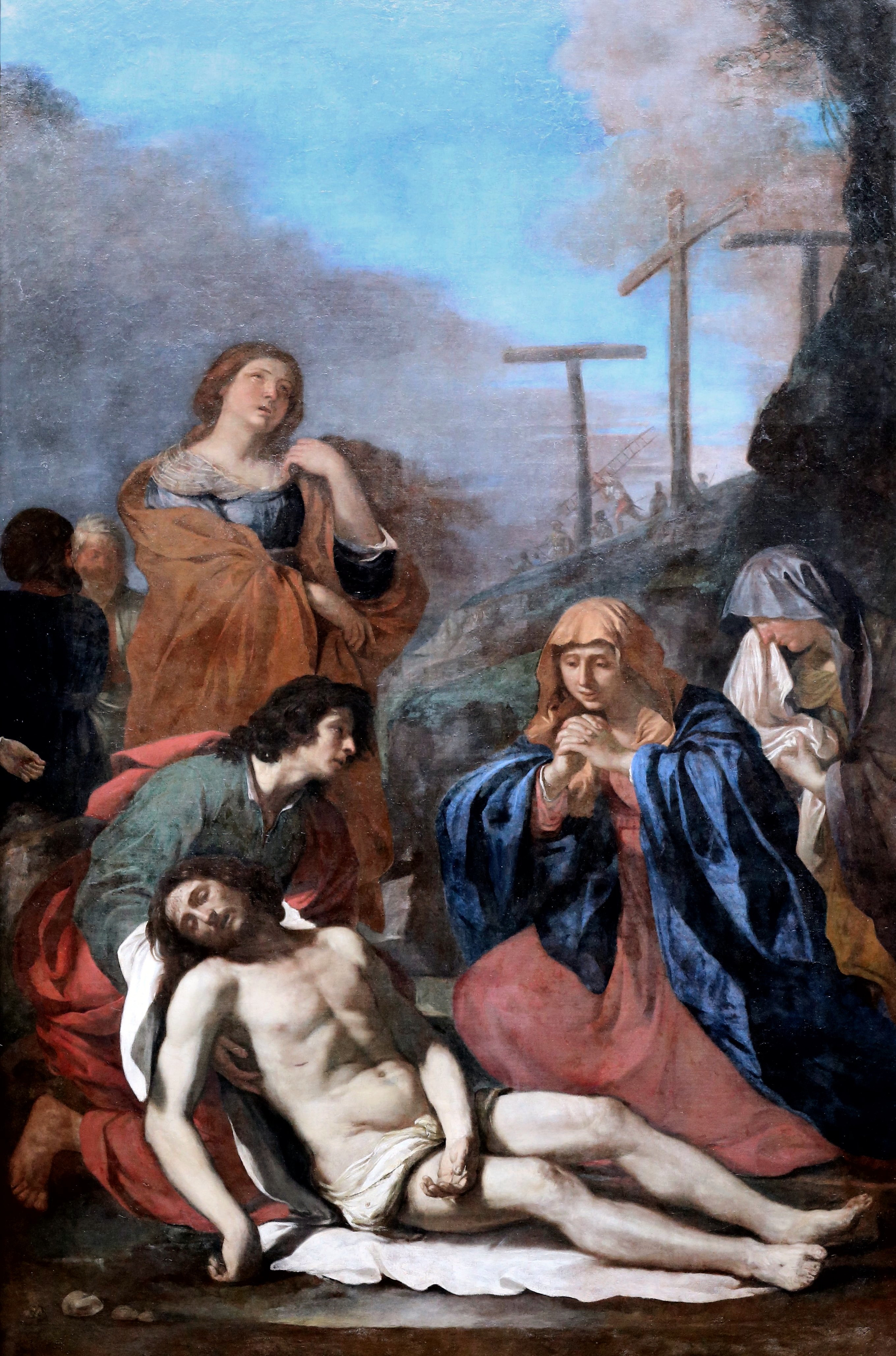
Il Guercino: Pieta, 1640
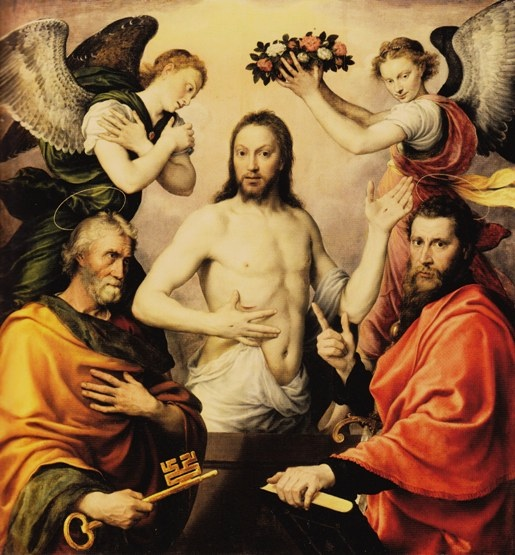
Anthonis Mor:Zmrtvýchvstalý Kristus, sv. Petr, sv. Pavel a dva andělé, 1564
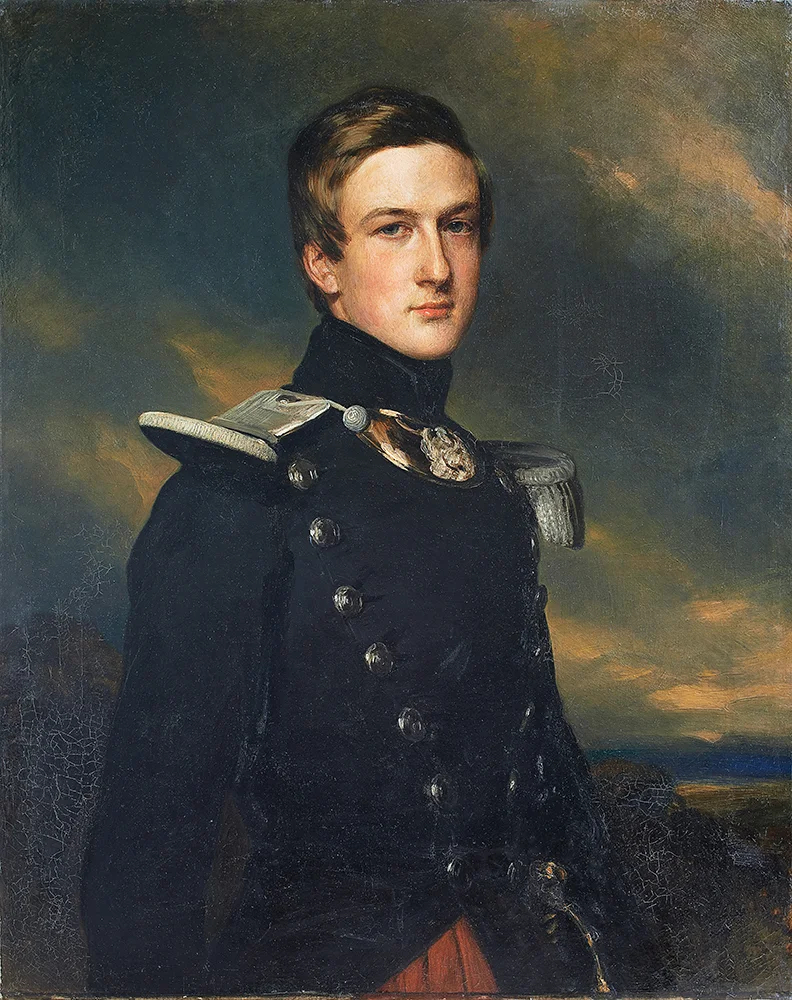
Franz Xaver Winterhalter: Vévoda z Aumale jako major XVII. kavalerie, asi 1840
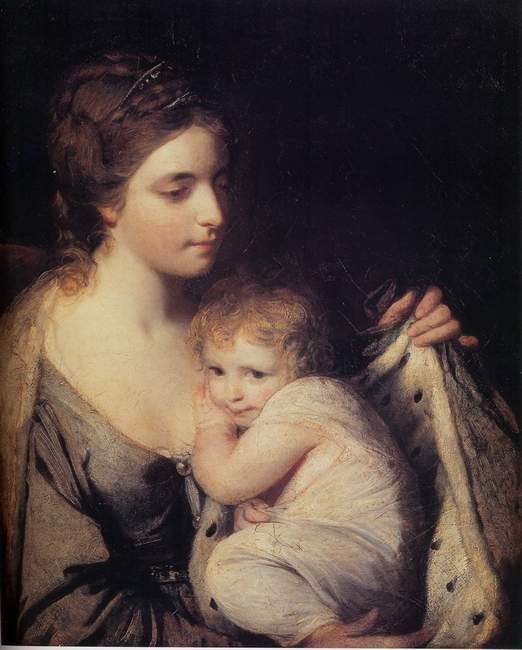
Joshua Reynolds: Dvě Waldegraveové, 1762
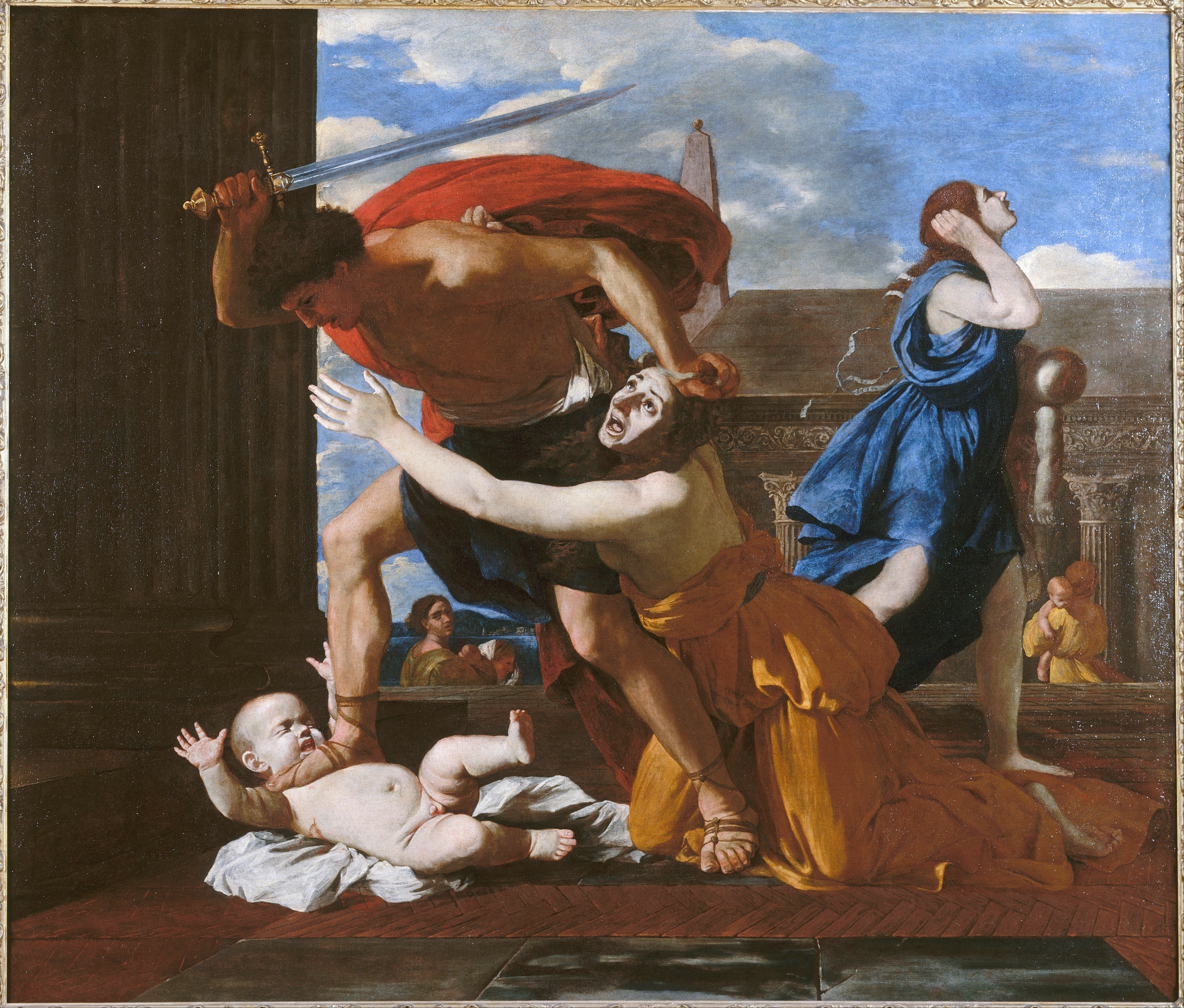
Nicolas Poussin: Betlémské vraždění neviňátek, asi 1628–1629
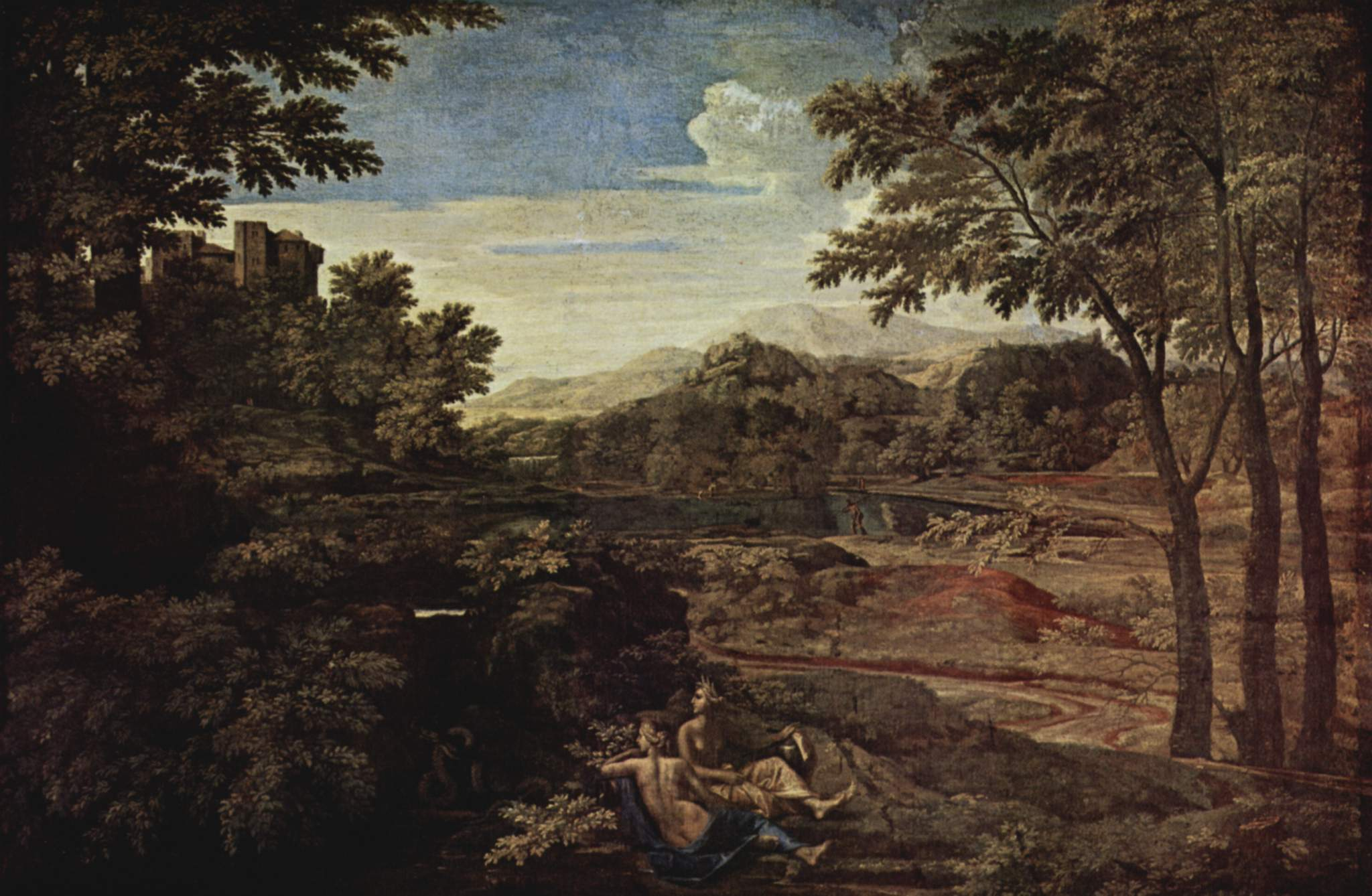
Nicolas Poussin: Krajina se dvěma nymfami, asi 1658
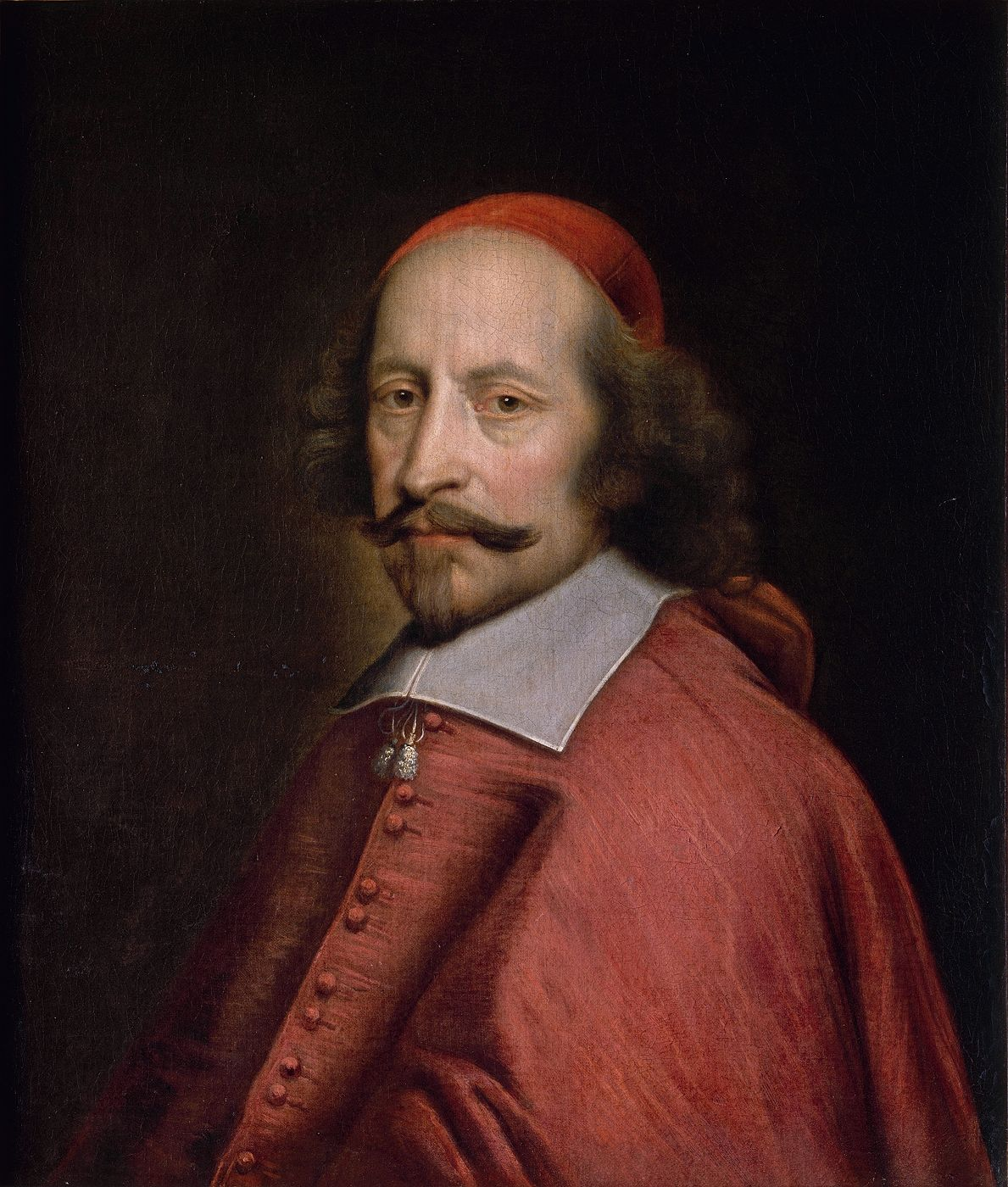
Pierre Mignard: Kardinál Mazarin, 1658–1660
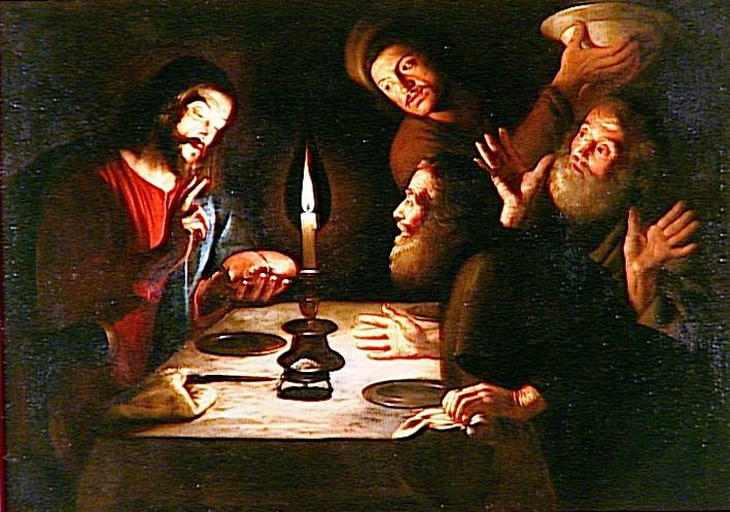
Trophime Bigot: Večeře v Emauzích, první polovina 17. stol.
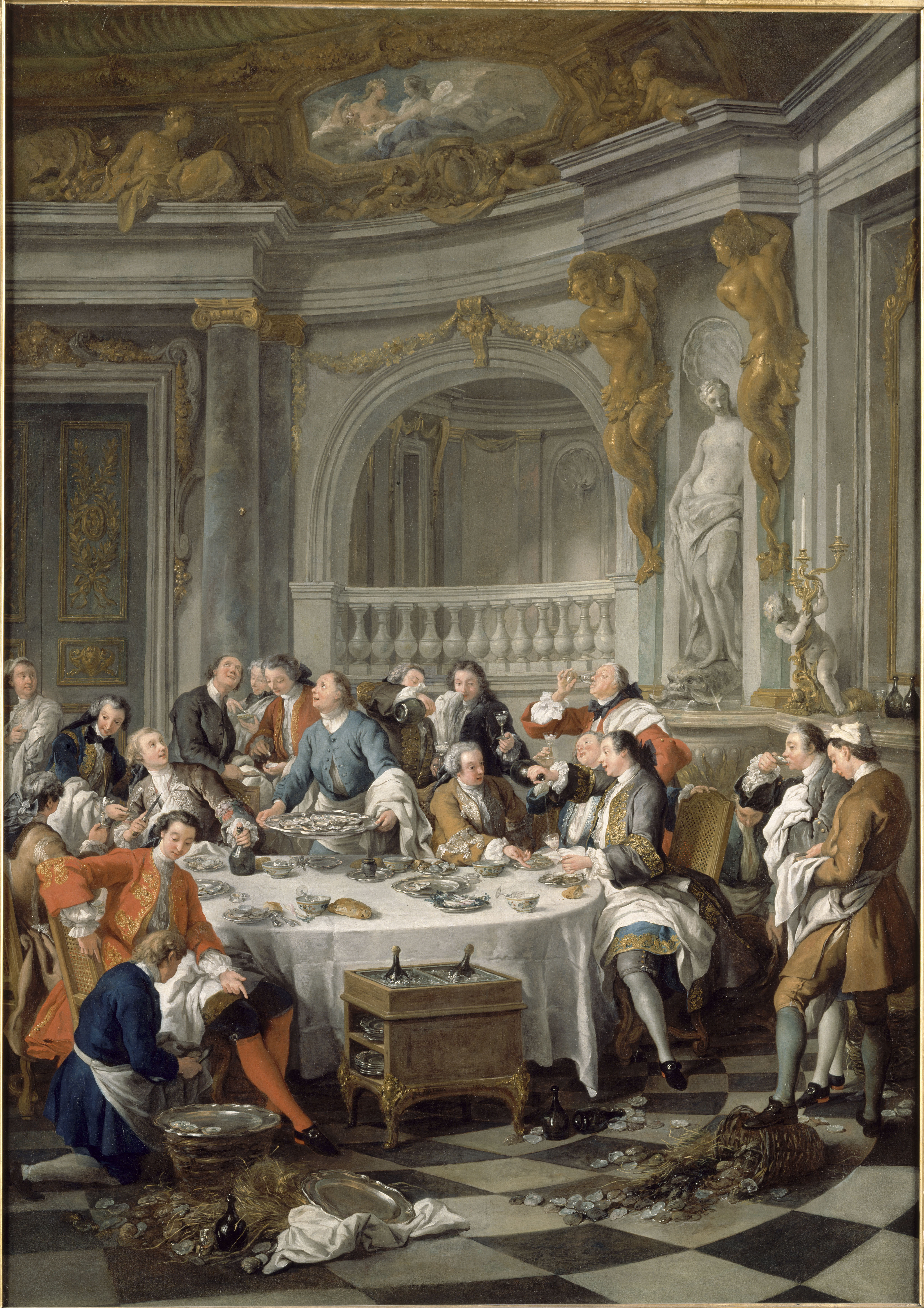
Jean François de Troy: Jedení ústřic, 1735
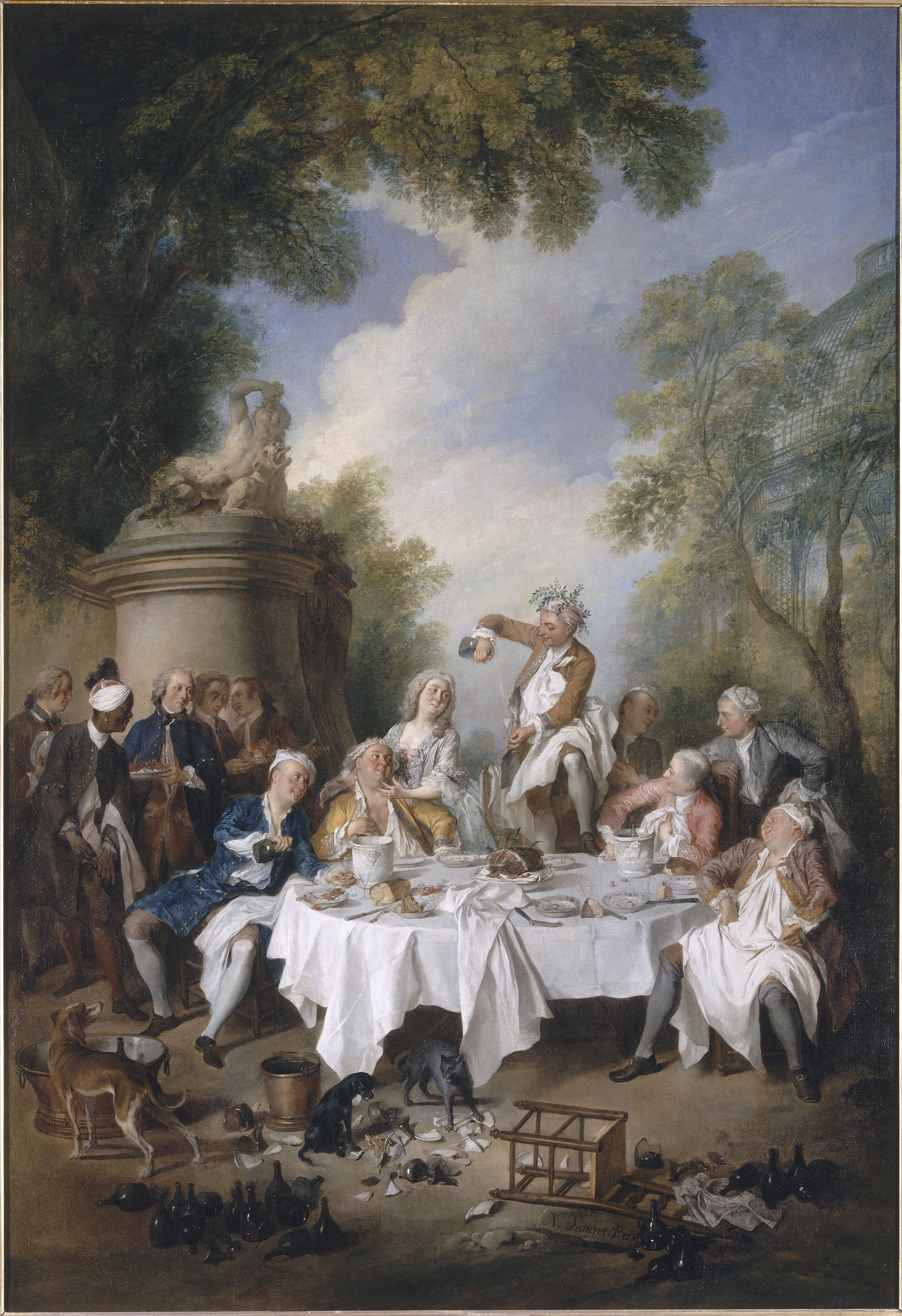
Nicolas Lancret Snídaně se šunkou, 1735
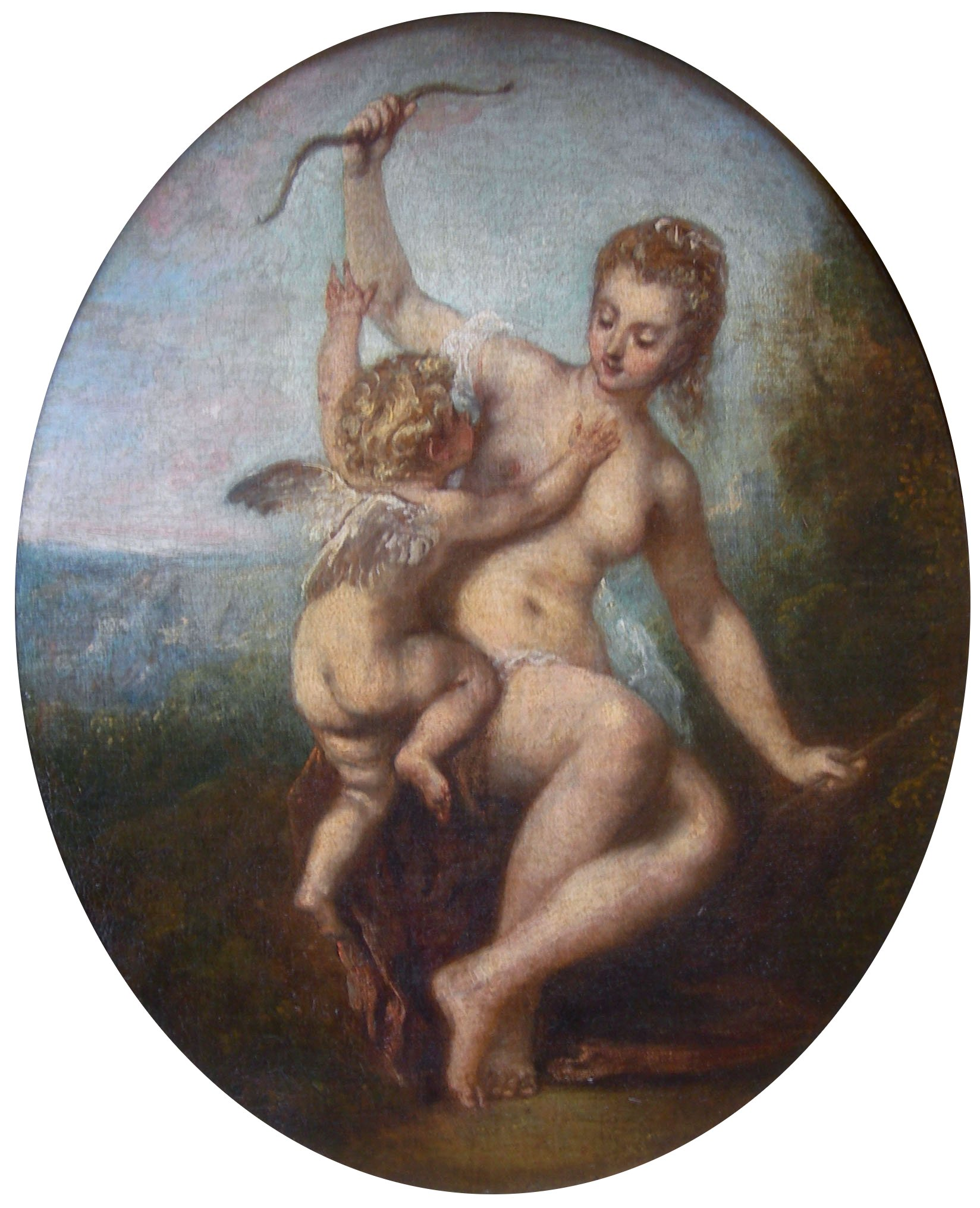
Antoine Watteau: Odzbrojená láska, asi 1715
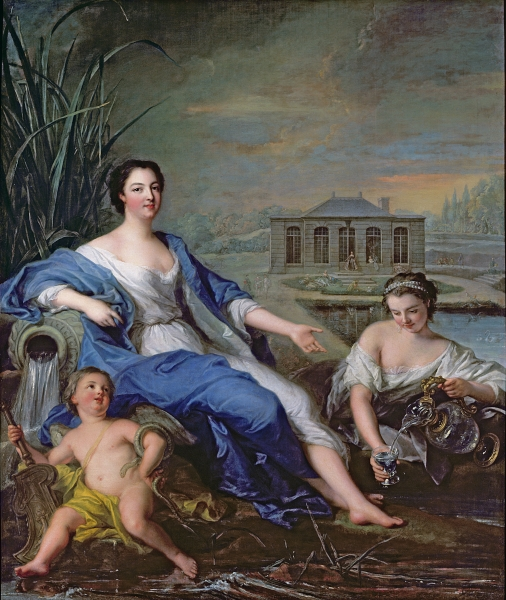
Jean-Marc Nattier: Marie-Anna Bourbon-Condé, 1729
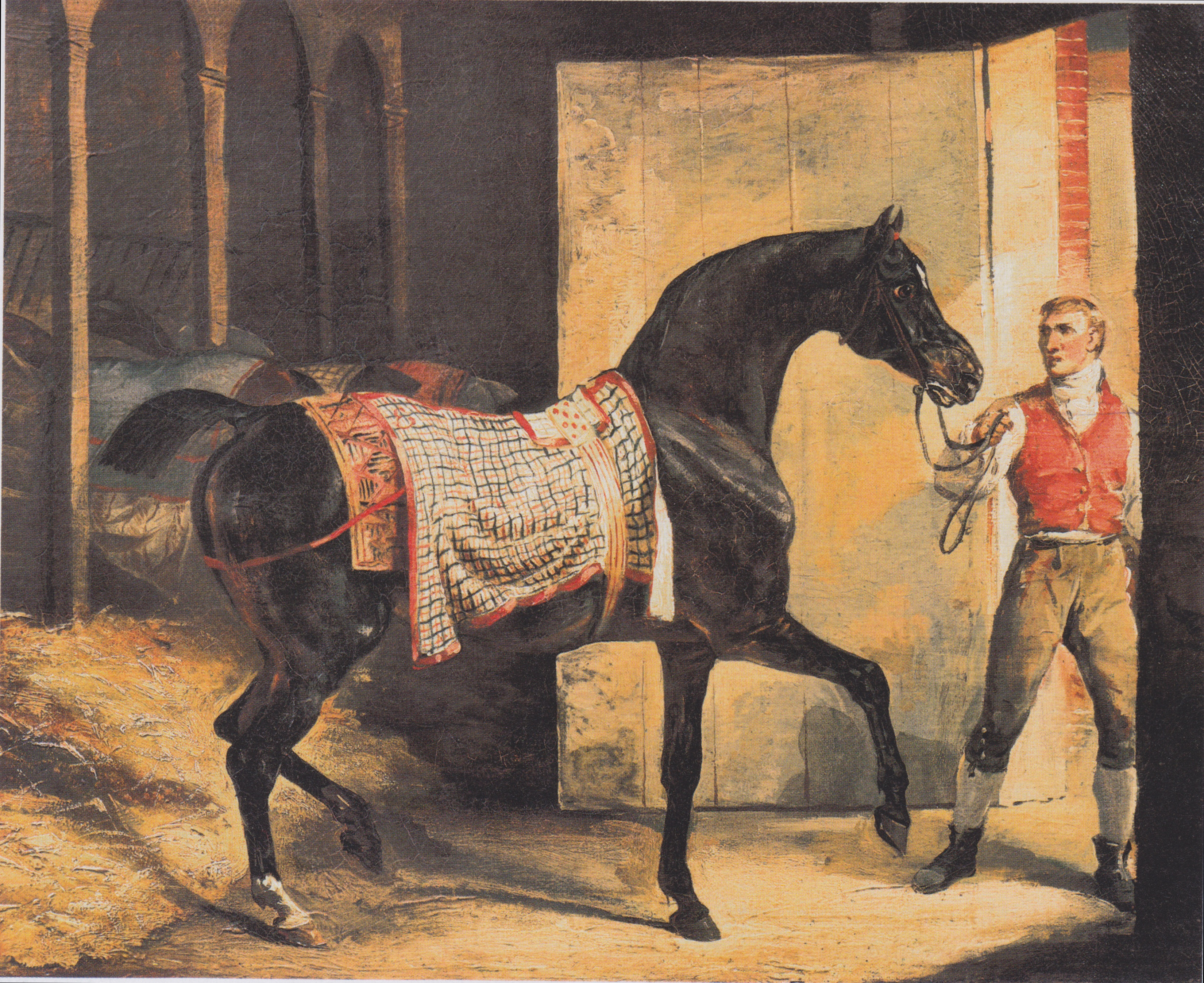
Théodore Géricault: Kůň vychází ze stáje, asi 1810
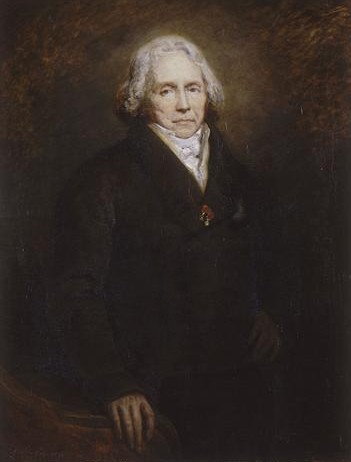
Ary Scheffer: Portrét Ch.M. Talleyranda, 1828
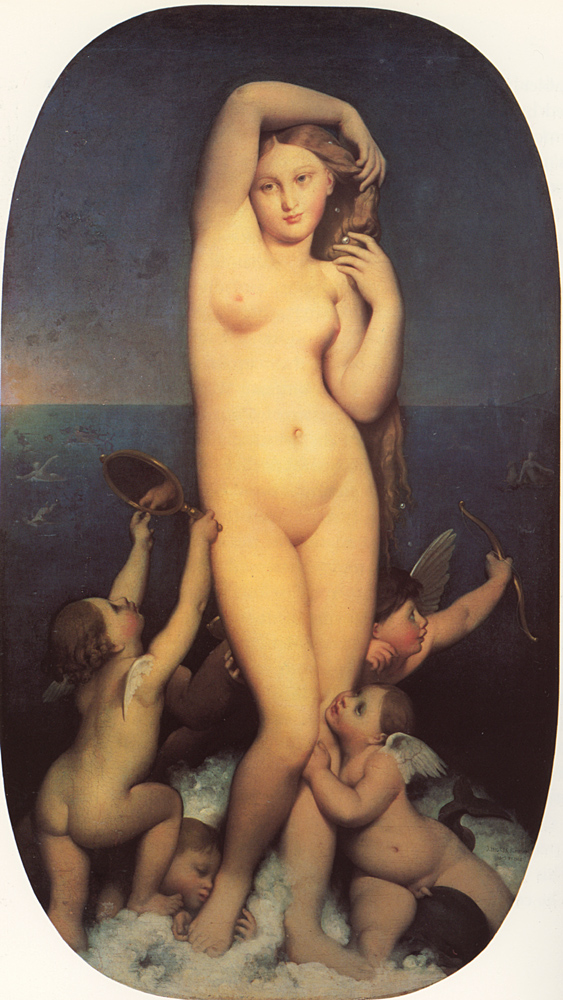
Jean-Auguste-Dominique Ingres: Venuše Anadyoméné, 1808–1848
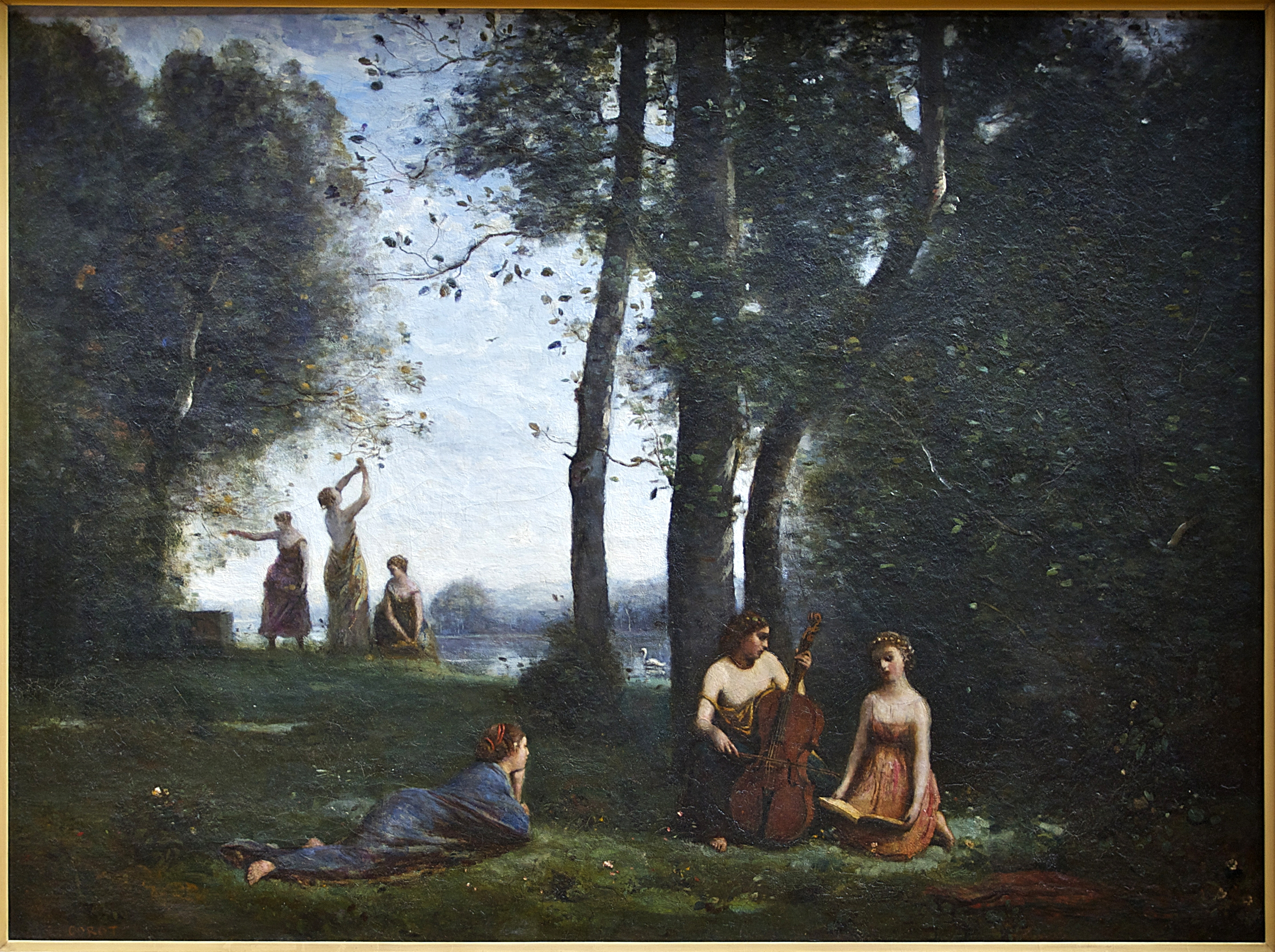
Jean-Baptiste Camille Corot: Koncert v přírodě, 1857
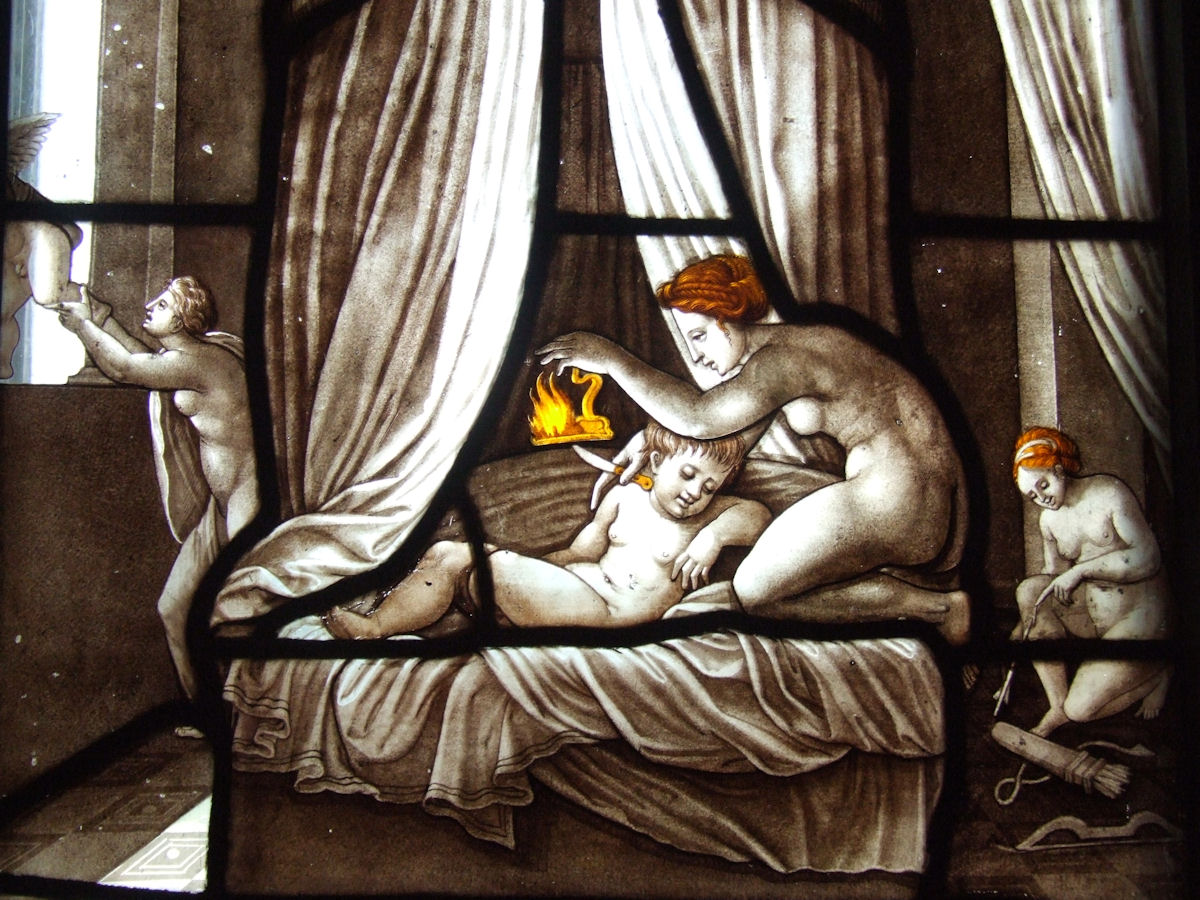
Psyché, sklomalba ze zámku Chantilly, 1541–1542